# 20488 Pic-du-Midi
20488 Pic-du-Midi è un asteroide della fascia principale. Scoperto nel 1999, presenta un'orbita caratterizzata da un semiasse maggiore pari a 2,733422 UA e da un'eccentricità di 0,152955, inclinata di 7,032064° rispetto all'eclittica. Ha un diametro di 7,894 km, un periodo di rotazione di 2,812 ore e un'albedo di 0,059.
L'asteroide è dedicato all'osservatorio del Pic du Midi.